# Industriefachwirt
Geprüfter Industriefachwirt ist ein öffentlich-rechtlich anerkannter Abschluss auf Meisterebene, der nach einer erfolgreich absolvierten branchenbezogenen kaufmännischen Aufstiegsfortbildung gemäß Berufsbildungsgesetz vergeben wird. Die bundeseinheitliche Prüfung erfolgt auf Grundlage einer besonderen Rechtsverordnung vor dem Prüfungsausschuss einer Industrie- und Handelskammer (IHK). Die offizielle englische Bezeichnung des Abschlusses ist Bachelor Professional of Management for Industry (CCI).

## Arbeitsgebiete und Aufgaben
Geprüfte Industriefachwirte sind qualifiziert, in Industrieunternehmen Fach- und Führungsaufgaben in den Bereichen Einkauf, Produktion, Marketing und Vertrieb oder auch im Finanz- und Rechnungswesen und der Personalentwicklung wahrzunehmen. Industriefachwirte arbeiten in industriellen Betrieben unterschiedlichster Branchen – vom Fahrzeugbau über die Nahrungsmittelherstellung bis zur Rohstoffverarbeitung.

## Fortbildungsinhalte
Nachdem die Abschlussprüfungen zunächst nach kammerrechtlichen Regelungen erfolgten, trat aufgrund der hohen Nachfrage nach dieser Weiterbildung am 1. Januar 1989 die erste bundesweite Verordnung in Kraft. Seit dem 1. Juli 2010 gilt eine neue Verordnung mit veränderten Prüfungsbedingungen und -inhalten, die Verordnung über die Prüfung zum anerkannten Fortbildungsabschluss Geprüfter Industriefachwirt und Geprüfte Industriefachwirtin (IndFachwirtPrV 2010).
Geprüfte Industriefachwirte verfügen über Kenntnisse, Fertigkeiten und Erfahrungen, die sie in der Regel durch eine einschlägige Berufsausbildung und Berufserfahrung erworben haben und zu folgenden Qualifikationen befähigen sollen:
Wirtschaftsbezogene Qualifikationen
- Volks- und Betriebswirtschaft
- Rechnungswesen
- Recht und Steuern
- Unternehmensführung

Handlungsfeldspezifische Qualifikationen
- Finanzwirtschaft im Industrieunternehmen
- Produktionsprozesse
- Marketing und Vertrieb
- Wissens- und Transfermanagement im Industrieunternehmen
- Führung und Zusammenarbeit

Wer die Teilprüfung Handlungsspezifische Qualifikationen bestanden hat, ist vom schriftlichen Teil der Prüfung zum Ausbilder befreit.

## Prüfungszulassungsvoraussetzungen
Zur Teilprüfung Wirtschaftsbezogene Qualifikationen kann zugelassen werden, wer
- eine mit Erfolg abgelegte Abschlussprüfung in einem anerkannten mindestens dreijährigen kaufmännischen oder verwaltenden Ausbildungsberuf oder
- eine mit Erfolg abgelegte Abschlussprüfung in einem sonstigen anerkannten mindestens dreijährigen Ausbildungsberuf und danach eine mindestens einjährige Berufspraxis oder
- eine mit Erfolg abgelegte Abschlussprüfung in einem anderen anerkannten Ausbildungsberuf und danach eine mindestens zweijährige Berufspraxis oder
- eine mindestens dreijährige Berufspraxis

nachweist.
Zur Teilprüfung Handlungsspezifische Qualifikationen kann zugelassen werden, wer
- die abgelegte Teilprüfung Wirtschaftsbezogene Qualifikationen, die nicht länger als fünf Jahre zurückliegt, und
- mindestens ein bzw. ein weiteres Jahr Berufspraxis zu den genannten Zulassungsvoraussetzungen unter der Teilprüfung Wirtschaftsbezogene Qualifikationen

nachweist.

## Finanzielle Fördermöglichkeiten
Teilnehmer von Fortbildungslehrgängen können zur Förderung der Lehrgangs- und Prüfungsgebühren Leistungen über das Aufstiegsfortbildungsförderungsgesetz („Meister-BAföG“) beantragen.